# Petrowitschi (Smolensk)
Petrowitschi (russisch Петровичи) ist ein Dorf (derewnja) in der russischen Oblast Smolensk.

## Geographie
Das Dorf liegt im südlichen Teil der Oblast, knapp 100 km Luftlinie südlich von Smolensk und 20 km von der Grenze zu Belarus entfernt, an der Tschornaja Nemka (Schwarze Nemka), einem Quellfluss des rechten Ostjor-Zuflusses Nemka.
Es gehört zum Rajon Schumjatschi und ist von dessen Verwaltungszentrum Schumjatschi gut 20 km in nordwestlicher Richtung entfernt. Zusammen mit 20 weiteren Ortschaften (Gesamteinwohnerzahl 795, Stand 14. Oktober 2010) gehört es zur Landgemeinde Russkowskoje selskoje posselenije, deren Verwaltungssitz Russkoje sich etwa 15 km südöstlich von Petrowitschi befindet.
Östlich am Dorf vorbei verläuft eine Lokalstraße, die das Rajonzentrum Schumjatschi (unweit der Fernstraße A101) über Russkoje mit dem Zentrum des nördlich benachbarten Rajons Chislawitschi an der Regionalstraße R53 verbindet.

## Söhne des Ortes
- Isaac Asimov (1920–1992), Science-Fiction- und Sachbuchautor
- Semjon Alexejewitsch Lawotschkin (1900–1960), Flugzeug-Konstrukteur